# ميت السودان (الغربية)
ميت السودان إحدى قرى مركز طنطا التابع لمحافظة الغربية بجمهورية مصر العربية.

## التاريخ
قرية ميت السودان من القرى القديمة، حيث وردت باسم «منية السودان» في أعمال الغربية ضمن قرى الروك الصلاحي التي أحصاها ابن مماتي في كتاب قوانين الدواوين، وقال ابن مماتي أنها مجاورة لشوبر. كما وردت باسم «منية السودان بالطندتاوية» في أعمال الغربية ضمن قرى الروك الناصري التي أحصاها ابن الجيعان في كتاب «التحفة السنية بأسماء البلاد المصرية». وردت باسم «منية السودان بالطندتاويه» في التربيع العثماني الذي أجراه الوالي العثماني سليمان باشا الخادم في عصر السلطان العثماني سليمان القانوني ضمن قرى ولاية الغربية، وفي تاريخ 1228هـ/1813م الذي عدّ قرى مصر بعد المسح الذي قام به محمد علي باشا باسم «ميت السودان» ضمن قرى مديرية الغربية.

## التعليم
تصل نسبة الأمية في القرية إلى 34.65% بين من تجاوزوا العاشرة من عمرهم، بينما تصل نسبة من حصلوا على تعليم جامعي إلى 2.61% من جملة السكان.

## السكان
بلغ عدد سكان ميت السودان 10,540 نسمة حسب تقدير عام 2018.
| السنة  | 1882 | 1897 | 1907 | 1927 | 1947 | 1960 | 1976 | 1986 | 1996 | 2006  | 2018   |
| ------ | ---- | ---- | ---- | ---- | ---- | ---- | ---- | ---- | ---- | ----- | ------ |
| القرية | 1875 | 3020 | 3011 | 2829 | 2766 | 3543 | 4397 | 5811 | 7131 | 8,303 | 10,540 |